# Utricularia spruceana
Utricularia spruceana — вид рослин із родини пухирникових (Lentibulariaceae).

## Біоморфологічна характеристика
Віночок білий з невеликою жовтою плямою на горлі.

## Середовище проживання
Зростає у північній Бразилії (Пара, Амазонас), Венесуелі (Амазонас), Колумбії (Гваїнія).